# Gentiana alba
Gentiana alba är en gentianaväxtart som beskrevs av Muhl. Gentiana alba ingår i släktet gentianor, och familjen gentianaväxter. Inga underarter finns listade i Catalogue of Life.